# Augusta Elisabeth van Württemberg

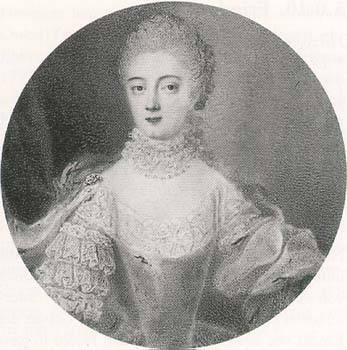
Augusta Elisabeth van Württemberg

Augusta Elisabeth van Württemberg (Stuttgart 30 oktober 1734 - Hornberg 4 juni 1787) was de dochter van Karel Alexander van Württemberg en Maria Augusta von Thurn und Taxis.
Augusta, die tot haar zestiende bij haar moeder opgroeide werd in 1750, tegen haar wil en die van haar moeder, voor haar verdere opvoeding naar het vorstelijke sticht voor dames der Ursulinen te Metz gestuurd. Toen in 1752 een huwelijk mogelijk leek met de Franse prins van Bourbon-Condé werd ze teruggehaald naar Württemberg. Toen het huwelijk niet doorging gaf Karel Eugenius, als chef van het huis Württemberg, zijn toestemming voor een huwelijk met erfprins Karel Anselm van Thurn und Taxis. Hij gaf de toestemming om niet langer zijn zuster te hoeven onderhouden. Het huwelijk werd gesloten op 3 september 1753. Het huwelijk was niet volledig op stand, want de familie Thurn und Taxis was pas in 1695 in de rijksvorstenstand verheven.
Na een aanslag met gif op haar man en andere familieleden werd ze door haar broer, de regerende hertog, in 1776 in Heidenheim en later in Hornberg in verzekerde bewaring gesteld. Haar laatste levensjaren bracht ze volledig afgeschermd van de buitenwereld door op slot Hornberg. In de vroege morgen van 4 juni 1787 werd ze na een beroerte in bed gevonden, waarna ze kort daarna overleed.

## Kinderen
Augusta en Karel Anselm kregen de volgende kinderen:
- Maria Theresia (1757-1777), huwde met prins Ernst van Oettingen-Oettingen
- Sophie Frederieke (1758-1800) huwde met prins Hieronim Wincenty Radziwiłł
- Frans Johan Nepomuk (1759-1760)
- Henrika Carolina (1762-1784)
- Alexander (*/† 1763)
- Frederika Dorothea (*/† 1764)
- Karel Alexander (1770-1827), huwde met prinses Theresia van Mecklenburg-Strelitz
- Frederik Johan Nepomuk (1772-1805)

Bron: Sönke Lorenz, Das Haus Württemberg